# 吳日慶
吳日慶（越南语：／，？—979年），又稱吳覽公（越南语：／），越南十二使君時期的割據者之一。他原是吳朝王族，在吳朝衰落時，他以使君的稱號，割據唐林一地（一說在膠水）。其後，吳日慶降附丁部領（丁朝開國君主），並成為其駙馬。979年，趁著丁朝朝廷內亂，大權旁落到權臣黎桓之手時，吳日慶企圖勾結占城舟師入侵越南（當時國號大瞿越），但卻遇風暴而覆歿。

## 生平

### 割據一方
據《大越史記全書》所載，吳日慶是吳權之後，初稱安王，又稱吳覽公，成為十二使君之一，割據唐林（學者陳仲金謂唐林在越南的山西省福寿县；越共學術機關越南社會科學委員會則稱在河西省巴位縣），一說他割據膠水。（《越史略》則說有「陳公覽，名日慶，據唐林。」）及後，吳日慶被割據華閭洞的丁部領所平定，丁朝建立。丁部領將日慶的母親立為王后，妹妹嫁給丁部領的兒子丁璉，又以公主嫁給吳日慶，目的是「欲窒其怨望之心」。

### 勾結占城造反
吳日慶雖然當了丁朝的駙馬，但卻心生不忿。據《大越史記全書‧本紀本書‧丁紀‧廢帝》裡的記載，他「外則言笑自若，內懷不平」，最後更採取行動，帶著妻子丁氏逃向南方的占城（約相當於現在越南中、南部），途中，用佩刀砍丁氏的臉，罵曰：「汝父欺脅我母子，我豈以汝而忘汝父之惡哉！汝還歸，我他適，以求能救我者。」意思就是要跟丁氏一家決裂，吳日慶要自覓出路，投靠占城。
後來，979年，丁部領遇弒，大權落入大臣黎桓手中。吳日慶在占城聽聞丁部領去世的消息，便請求占城國王（據法國學者喬治·馬司培羅所說，當時占城王是波羅密首羅跋摩一世，Paramesvaravarman I）一同帶領戰船千餘艘入寇丁朝，但當即將攻向國都華閭時，卻遇上暴風，「舟師覆沒，日慶及占人溺死」，只剩下占城國王的船隻得幸免於難，返回本國。

## 家庭
- 先世：吳權
- 母親：丁部領平定吳日慶後娶為王后
- 岳父：丁部領
- 妹：南越王璉夫人
- 妻：公主丁氏（丁部領女兒）

（以上各項，參見《大越史記全書‧本紀全書‧丁紀‧廢帝》及《欽定越史通鑑綱目》正編卷之一。）

## 外部連結
- （中文）.   [2008-11-04]. （原始内容存档于2009-06-16）.
- （越南文）（中文）.   [2008-11-04]. （原始内容存档于2016-03-10）.
- （越南文）（中文）.   [2008-11-04]. （原始内容存档于2016-03-04）.
- （越南文）（中文）.[永久]
- （越南文）（中文）.   [2008-11-04]. （原始内容存档于2016-03-06）.